# Ingar Helge Gimle
Pour les articles homonymes, voir Gimle (homonymie).
Ingar Helge Gimle (né le 28 septembre 1956 à Oslo) est un acteur norvégien.

## Biographie
Formé au Statens Teaterhøgskole (no), Gimle travaille au Trøndelag Teater à partir de 1985.

## Filmographie

### Cinéma
- Doktor Proktors Tidsbadekar (2015)
- Å Vende Tilbake (2015)
- Død snø 2 (2014
- Morgenrøde (2014)
- Doktor Proktors Prompepulver (2014)
- Victoria (2013)
- Pornopung (2013)
- Tina & Bettina – The Movie (no) (2012)
- Le Roi du curling (2011)
- Mennesker i solen (no) (2011)
- En helt vanlig dag på jobben (no) (2010) .... Sven O. Høiby (no)
- Ulvenatten (2008)
- Lønsj (2008) .... Gunnar
- Varg (2008) .... Guros man
- Tatt av kvinnen (2007) .... Halfred
- Miracle (2006) .... Bjørnar
- Alene menn sammen (2006) .... Knut
- Uro (2006) .... Makker
- Klippan i livet (2006) .... Alfred
- Venner for livet (2005) .... Johan
- Du skal ikke... (2005) .... Priest
- Capo Nord (it) (2003)
- Ulvesommer (no) (2003) .... Ingvald
- Folk flest bor i Kina (no) (2002) .... Politimann (segment «Grenseløs kjærlighet)
- Dina (film, 2002) (2002) .... Fangevokter
- Tyven, tyven (no) (2002) .... Bjørn Bakke
- Sofies verden (1999) .... Herr Johnsen
- Absolutt blåmandag (no) (1999) .... Jon
- 1732 Høtten (1998) .... Raymond Hartmann
- Thranes metode (1998) .... Verkstedeier
- Markus og Diana (no) (1996) .... Skog, lærer
- Underholdningschefen (da) (1995) .... Full nordmann
- Hører du ikke hva jeg sier! (no) (1995) .... Bevern
- Ti kniver i hjertet (1994) .... Gregers
- Kalle og englene (no) (1993) .... Jakobsen
- De blå ulvene (no) (1993) .... Politimann
- Buicken – store gutter gråter ikke (no) (1991) .... Vibe
- Plastposen (no) (1986) .... Osvald
- Belønningen (1980)

### Télévision
- The Last Kingdom (2017) ( Modèle:Flagg britisk)
- Vikingane (2016)
- Mammon Sesong 2 (2016) .... Ulriksen
- Acquitté (2015) .... William Hansteen
- Kampen for tilværelsen (no) (2014) .... Ynge Sæther
- Nav (Komiserie) (2012)
- Hvaler (dramaserie) (no) (2008) .... Trygve Eriksen
- Luftens helter (no) (2007) (mini-serie) .... Karl Åge Tørrkle
- Seks som oss (no) .... Egil (2004-2007)
- Etaten (no) (2006)
- Ran (2005) (mini-serie) .... Roy
- Shackleton (2002) (téléfilm) ....
- Big Brother Norge (no) (2001) ....
- Fox Grønland (no) .... Dagga
- Fjortis (no) (2001) (mini-serie) .... Bent
- Hotel Cæsar (no) (1998) .... Arne Marcussen (2000–2002)
- Sofies verden (2000) (mini-serie) .... Herr Johnsen
- På grensen (no) (svensk-norsk komiserie) (2000) .... Runar Norgård
- Sejer - se deg ikke tilbake (no) (1999) (mini-serie) .... Karlsen
- Chez toi (no) (1996)
- I de beste familier (no) (1994) .... Magne